# John Francis Ahearne
Temple de la renommée : 1977
Temple de la renommée de l'IIHF : 1997
Temple de la renommée britannique : 1986
John Francis Ahearne, dit Bunny, (né le 19 novembre 1900 et mort le 11 avril 1985) est un dirigeant de hockey sur glace.

## Biographie
Né à Wexford, Irlande, Bunny fut l'un des artisans du développement du hockey sur glace au Royaume-Uni.  Il devient entraineur de l'équipe britannique en 1934 et leur permet de remporter une médaille d'or aux jeux olympiques de 1936, ainsi que le titre européen en 1937 et 1938.
Il devient par la suite un « administratif » du sport à un niveau international, en devenant président de la fédération internationale en 1957. Il tient ce poste jusqu'en 1960, puis de 1963 à 66 et une troisième fois de 1969 à 75. De 1951 à 1969, il est vice-président lors des périodes où il ne préside pas. En effet, à l'époque, une présidence tournante tous les 3 ans entre l'Amérique du Nord et l'Europe est réalisée. Il a également été le secrétaire de la British Ice Hockey Association de 1934 à 1971, puis son président jusqu'en 1982.

## Honneurs et distinctions
- Intronisé au Temple de la renommée du hockey en 1997.
- Intronisé au Temple de la renommée du hockey britannique en 1986.
- Intronisé au Temple de la renommée de l'IIHF en 1997.